# NUTS de Dinamarca
La Nomenclatura de las Unidades Territoriales Estadísticas (NUTS) de Dinamarca es usada para fines estadísticos a nivel de la Unión Europea (Eurostat). Los códigos NUTS del país lo dividen en tres niveles, pero de manera que:
1. No se contemplan divisiones internas del país en el primer nivel.
2. No se contemplan divisiones internas del país en el segundo nivel.
3. En el tercer nivel, las divisiones se establecen respetando las fronteras de los Condados de Dinamarca, excepto para los municipios de Copenhague y Frederiksberg, que no pertenecen a ningún condado y han sido agrupados juntos.

| NUTS 1    | NUTS 1 | NUTS 2    | NUTS 2 | NUTS 3                              | NUTS 3 |
| División  | Código | Division  | Código | Condados                            | Código |
| --------- | ------ | --------- | ------ | ----------------------------------- | ------ |
| Dinamarca | DK0    | Dinamarca | DK00   | Copenhague y Frederiksberg          | DK001  |
| Dinamarca | DK0    | Dinamarca | DK00   | Distrito de Copenhague              | DK002  |
| Dinamarca | DK0    | Dinamarca | DK00   | Distrito de Frederiksborg           | DK003  |
| Dinamarca | DK0    | Dinamarca | DK00   | Distrito de Roskilde                | DK004  |
| Dinamarca | DK0    | Dinamarca | DK00   | Distrito de Selandia Occidental     | DK005  |
| Dinamarca | DK0    | Dinamarca | DK00   | Distrito de Storstrøm               | DK006  |
| Dinamarca | DK0    | Dinamarca | DK00   | Bornholm                            | DK007  |
| Dinamarca | DK0    | Dinamarca | DK00   | Distrito de Fionia                  | DK008  |
| Dinamarca | DK0    | Dinamarca | DK00   | Distrito de Jutlandia Meridional    | DK009  |
| Dinamarca | DK0    | Dinamarca | DK00   | Distrito de Ribe                    | DK00A  |
| Dinamarca | DK0    | Dinamarca | DK00   | Distrito de Vejle                   | DK00B  |
| Dinamarca | DK0    | Dinamarca | DK00   | Distrito de Ringkjøbing             | DK00C  |
| Dinamarca | DK0    | Dinamarca | DK00   | Distrito de Århus                   | DK00D  |
| Dinamarca | DK0    | Dinamarca | DK00   | Distrito de Viborg                  | DK00E  |
| Dinamarca | DK0    | Dinamarca | DK00   | Distrito de Jutlandia Septentrional | DK00F  |